# Ernst Sieler
Albin Richard Ernst Sieler (* 22. August 1893 in Altenburg, Thüringen; † 6. Oktober 1983 in Bad Reichenhall) war ein deutscher Offizier, zuletzt Generalleutnant im Zweiten Weltkrieg.

## Leben
Seit 1. August 1939 war Sieler Oberst, am 1. Oktober des gleichen Jahres wurde er Kommandeur des Infanterie-Regiments 46 der 30. Infanterie-Division. Im Mai 1940 kämpfte er beim Westfeldzug, ab Juni 1941 im Ostfeldzug, sein Regiment kämpfte im Herbst 1941 beim X. Armeekorps, das gegen Staraja Russa vorging. Am 16. November 1942 wurde er mit der Führung der in Belgien liegenden 304. Infanterie-Division beauftragt. Am 1. Januar 1943 wurde er zum Generalmajor ernannt. Ende 1942 kämpfte er wieder an der Ostfront und wurde am 1. Juli 1943 zum Generalleutnant befördert. Er zeichnete sich im ersten Halbjahr 1944 im Raum Odessa bei den dortigen Abwehrkämpfen aus. Im Januar 1945 wurde die 304. Infanterie-Division an der Weichsel zerschlagen. Anfang Februar 1945 übernahm er als Nachfolger von Generalleutnant Joachim von Tresckow die Führung des LIX. Armeekorps bei der 1. Panzerarmee. Bei der Kapitulation im Raum Pardubitz geriet er in sowjetische Gefangenschaft. Im Oktober 1955 wurde er im Zuge der „Heimkehr der Zehntausend“ aus dem Kriegsgefangenenlager 5110/48 Woikowo entlassen.

## Auszeichnungen
- Eisernes Kreuz (1914) II. und I. Klasse
- Spange zum Eisernen Kreuz II. und I. Klasse
- Deutsches Kreuz in Gold am 23. Februar 1944
- Ritterkreuz des Eisernen Kreuzes mit Eichenlaub[3]
  - Ritterkreuz am 12. September 1941
  - Eichenlaub am 24. Juni 1944 (502. Verleihung)